# Августин, син Бажея
Августин, син Бажея (пом. 1575) — живописець. Працював у Львові.
1557 року виконав і розписав циферблат на ратушній вежі. Поновлював і писав ікони для Львівського катедрального костелу (1567).